# Liefdesoffer
Liefdesoffer, ook uitgebracht als Het Offer van Margareet Barker en Margareet Blanker, is een Nederlandse stomme film uit 1916 onder regie van Maurits Binger. Er wordt vermoed dat de film verloren is gegaan.

## Verhaal
Margareets vader ligt op sterven en geeft Steven de taak voor haar te zorgen na zijn dood. Steven doet wat hem gevraagd wordt en trouwt met het arme meisje. Ze krijgen een kind, maar dit komt al snel te overlijden. Margareet kan de dood van haar kind niet verwerken en draait door. Ze wordt opgenomen in een inrichting. Steven gaat intussen op expeditie naar Zuid-Amerika. Eenmaal terug naar Europa, leert hij Eileen Mason kennen. Hij valt als een blok voor haar charmes en Eileen wordt ook verliefd op hem.
Eenmaal terug in Nederland is Margareet inmiddels ontslagen uit de inrichting. Steven keert terug naar zijn vrouw, maar kan Eileen niet vergeten. Zij staat erop dat hij zijn vrouw verlaat, zodat zij bij elkaar kunnen zijn. Margareet gunt Steven de scheiding, omdat ze wil dat hij gelukkig is. Ondertussen is zij verliefd geworden op Miles, de zoon van haar werkgeefster die haar in Stevens afwezigheid heeft overladen met cadeaus. Steven is echter razend dat Miles haar heeft verleid en begint een knokpartij. Steven raakt zwaargewond en roept in een delirium de naam van Eileen. Margareet realiseert zich op dat moment dat hij niet van haar houdt en laat haar huidige leven achter zich om zuster te worden.

## Rolbezetting
| Acteur              | Personage         |
| ------------------- | ----------------- |
| Annie Bos           | Margareet Blanker |
| Willem van der Veer |                   |
| Lola Cornero        | Eileen Mason      |
| Pierre Mols         |                   |
| Paula de Waart      | Mevrouw Miles     |
| Louis van Dommelen  |                   |